# Hans Marcus Zapffe
Hans Marcus Zapffe (Christiania, 6 augustus 1837 – aldaar, circa 20 april 1929) was een Noors altviolist.
Zapffe maakte deel uit van drie orkesten, die een prominente rol speelden in het Noorse muziekleven, terwijl er nog geen professioneel symfonieorkest was. Hij debuteerde op twintigjarige leeftijd in het orkest van Det Norske Theater en verhuisde mee naar het orkest van het Christiania Theater en vervolgens naar dat van het Nationaltheatert. In 1917 had hij zestig jaar in die drie orkesten doorgebracht. In aanvulling daarop speelde hij ook kamermuziek, deel uitmakend van Bøhns dan wel Hennums strijkkwartet.
In 1918 ontving hij de Kongens Fortjenstmedalje op dezelfde dag ook Dagmar Walle-Hansen de hare ontving. Op 29 april 1929 werd hij begraven op Vår Frelsers gravlund.
Enkele concerten, waarbij zijn naam werd genoemd:
- 12 januari 1884: samen met Gudbrand Bøhn, Johan Edvard Hennum en Agathe Backer-Grøndahl het Pianokwartet in Es opus 47 van Robert Schumann
- 25 februari 1893: samen met Gudbrand Bøhn, Ernst Solberg en Johan Edvard Hennum in een strijkkwartet van Joseph Haydn